# Орвалью
Орвалью (порт. Orvalho) — район (фрегезия) в Португалии, входит в округ Каштелу-Бранку. Является составной частью муниципалитета Олейруш. По старому административному делению входил в провинцию Бейра-Байша. Входит в экономико-статистический субрегион Пиньял-Интериор-Сул, который входит в Центральный регион. Население составляет 1 200 человек на 2007 год. Занимает площадь 34,79 км².
Покровителем района считается Дева Мария (порт. Nossa Senhora da confiança).